# کانسانچائو
کانسانچائو (به پرتغالی: Cansanção) یک منطقهٔ مسکونی در برزیل است که در باهیا واقع شده‌است. کانسانچائو ۳۴٬۸۸۲ نفر جمعیت دارد.